# Helsingør Købstads 500 Aars Jubilæum
Helsingør Købstads 500 Aars Jubilæum er en dansk dokumentarfilm fra 1926.

## Handling
Helsingør fejrer sit 500 års jubilæum som købstad juni-august 1926. Der er procession igennem byen og en ridderturnering. I Fratergaarden opføres det engelske skuespil Enhver, og i Kronborg Slotsgård opføres Shakespeares Trold kan tæmmes med blandt andet Johannes Poulsen, Aage Fønss og Henrik Malberg. En del af jubilæet er også Arbejderstævnets sportsopvisninger med "Dystløb" i havnen og kapsvømning over Øresund fra Helsingborg, hvortil der også aflægges en kort visit. Statsminister Thorvald Stauning og Kong Christian 10. deltager i festlighederne. Indledende fortælles om Helsingør bys historie helt fra Kong Erik af Pommerns tid, dvs. fra 1400-tallet.

## Medvirkende
- Thorvald Stauning
- Kong Christian 10.
- Thorkild Roose
- Anders De Wahl
- Mathilde Nielsen
- Henrik Malberg
- Svend Kornbeck
- Signe Kolthoff
- Sigvald Larsen
- Rasmus Christiansen
- Viggo Wiehe
- Else Skouboe
- Johannes Poulsen
- Robert Storm Petersen
- Erling Schroeder
- Aage Fønss
- Ulla Poulsen